# Marjolijn van Heemstra
Marjolijn barones van Heemstra (Amsterdam, 10 februari 1981) is een Nederlands schrijfster, dichter, theatermaakster, podcastmaakster, journalist en kernlid van de Sociaal Creatieve Raad.

## Biografie
Van Heemstra is een lid van de adellijke, baronale oud-Friese familie Van Heemstra en een dochter van kinderarts Diederik Jan Maurits baron van Heemstra en orthopedagoge drs. Geziena Elizabeth Hegener. Ze doorliep haar schoolopleiding (1985-1999) in Amsterdam (1e Montessorischool Wielewaal) en Capelle a/d IJssel (vanaf haar negende, havo/vwo Comenius College) en ten slotte eind jaren '90 op de Wolfert van Borselenschool in Rotterdam-West. Op die laatste school kreeg zij geschiedenisles van Ronald Sørensen, over wie ze in de zomer van 2018 een driedelige podcast maakte voor Das Mag, getiteld SØR. Vervolgens studeerde ze van 2000 tot 2006 godsdienstwetenschap aan de Universiteit van Amsterdam, met als specialisatie islamitische mystiek.

### Loopbaan
Vanaf 2005 was Van Heemstra werkzaam als journalist, dichter, schrijver en theatermaker. Ze was sinds 2005 verbonden aan het Theater Frascati te Amsterdam. In 2009 kwam de eerste dichtenbundel van Van Heemstra uit, Als Mozes had doorgevraagd, waarmee zij in 2012 de Jo Peters Poëzieprijs won. In 2011 schreef ze voor NRC een reeks columns, Welkom/Niet welkom, waarvoor zij onuitgenodigd en onaangekondigd op feesten en feestjes kwam. Voor Trouw schreef zij van 2012 tot 2019 's zaterdags een column in de weekendbijlage Tijd. Op 15 mei 2011 was zij de gast in het televisieprogramma Het Vermoeden van de IKON. In september 2012 kwam haar eerste roman uit, De laatste Aedema. De dichtbundel Meer hoef dan voet verscheen in 2016.
In 2017 kwam het boek Het groeit! Het leeft! uit. In hetzelfde jaar verscheen het boek En we noemen hem, over haar oudoom Frans van Heemstra die na de Tweede Wereldoorlog een bomaanslag pleegde op iemand die mogelijk NSB'er was geweest. In de familie werd de oudoom beschreven als een held. Zij had zijn zegelring geërfd en onderzocht wat er precies was gebeurd. Het boek werd bekroond met de BNG Bank Literatuurprijs en stond op de shortlist voor de Libris Literatuurprijs. In 2020 verscheen de dichtbundel Reistijd, bedtijd, ijstijd.
Van Heemstra maakte meerdere theatervoorstellingen en was bij nog eens een aantal voorstellingen betrokken als schrijver of dramaturg.
Van Heemstra is gefascineerd door mysterieuze thema's als de diepzee, "het idee van god" en ruimte. Ze was al zelfbenoemd huisdichter van European Space Agency, noemde zichzelf in een theatervoorstelling 'stadsastronaut' en beschouwt mensen als ruimtevaarders op Aarde. Ze had astronomie willen studeren, maar heeft geen eindexamen gedaan in natuurkunde en wiskunde. Vanaf 2019 is ze correspondent ruimtevaart voor De Correspondent, wat uitmondde in het boek In lichtjaren heeft niemand haast (2021). Uit dat boek ontstond het project De Nacht-Wacht, georganiseerde nachtwandelingen door het Vliegenbos, waar ze een klein onderzoek deed naar glimwormen.
In januari 2022 werd Marjolijn van Heemstra benoemd tot Stadsdichter van Amsterdam, als opvolger van Gershwin Bonevacia, die deze titel sinds 2019 had gedragen.
In september 2023 begon van Heemstra de televisieserie Grensgevallen bij omroep HUMAN waarin zij onze cultureel bepaalde grenzen verkent.

## Theatervoorstellingen
- 2009 - Ondervlakte
- 2011 - Family '81
- 2012
  - Bouta!, biografie van een macho
  - Mahabharata[9]
- 2013 - Garry Davis, de droom van een wereldburger[10]
- 2014
  - Jeremia, in samenwerking met Stichting Trouble Man
  - Als ik de liefde niet heb
- 2015 - Bommenneef
- 2017
  - Zohre, een Afghaans Nederlandse soap
  - Kruistocht, in samenwerking met Stichting Trouble Man
- 2019
  - Stadsastronaut
  - Lawrence of Arabia, in samenwerking met Stichting Trouble Man
- 2020
  - Voyagers
- 2021
  - De Nacht-Wacht

## Publicaties
Onder meer:
- 2006
  - met Hanina Ajarai: Land van werk en honing. Verhalen van Marokkaanse moeders over hun migratie, over Marokkaanse vrouwen in Nederland, Bulaaq, Amsterdam, 2006
  - met Esther Gerritsen, Marijke Schermer en anderen: 4x4, Stichting Atelier Delphine, Amsterdam, 2006.
- 2008 - met Hannah van Wieringen en Jibbe Willems: Gastschrijver: Blauwe maan, Lege plek, Taxi, toneelteksten, Frascati, 2008.
- 2009
  - De verweerde charme van Paramaribo, artikel, National Geographic Traveler, No. 2 (2009), p. 71-74, No. 2 (2009), p. 71-74
  - Diep in de jungle van Suriname, artikel, National Geographic Traveler, No. 4 (2009), p. 53-56, No. 4 (2009), p. 53-56
  - Als Mozes had doorgevraagd, gedichten, Thomas Rap, Amsterdam, 2009
- 2011 - met Michael de Kooter; Jonathan Roorda: Yucca Valley, zonder uitgever en plaats, 2011
- 2012
  - De laatste Aedema, roman, De Bezige Bij, Amsterdam, 2012
  - met Anya Janssen: The shapeshifter, zonder uitgever en plaats, 2012. Ook video op DVD.
- 2014
  - Meer hoef dan voet, gedichten, De Bezige Bij, Amsterdam, 2014
  - met Raymond Queneau en Rudy Kousbroek: Stijloefeningen, De Bezige Bij, Amsterdam, 2014. Reeks Uitgeverij De Bezige Bij 70 jaar.
- 2017
  - met Thomas Heerma van Voss, Jan van Mersbergen, Marieke Rijneveld en Daan Stoffelsen: Revisor 14, De Bezige Bij, Amsterdam, 2017
  - Het groeit! Het leeft! De eerste twee jaar met kind, columns, Cossee, Amsterdam, 2017
  - En we noemen hem, roman, Das Mag, Amsterdam, 2017 (bekroond met de BNG Bank Literatuurprijs 2017). Vertalingen:
    - (it)  Il nome del figlio, Rizzoli, [Milano], 2019. Vertaling Laura Pignatti.
    - (de)  Ein Name für Dich Roman, Atlantik, Hamburg, 2019. Vertaling Stefan Wieczorek.
    - (fr)  Le prénom de mon oncle, Les Escales, Parijs, 2019. Vertaling Emmanuèle Sandron.
    - (en)  In Search of a Name. A Novel, Simon & Schuster, New York, 2020. Vertaling Jonathan Reeder.
- 2018 - met Jelle Brandt Corstius: As in tas, Dwarsligger, Amsterdam, [2018]. Reeks Dwarsligger, 528.
- 2020
  - met Daan Stoffelsen en anderen: De oversteek, Singel Uitgeverijen, Amsterdam, 2020. Reeks: De revisor: tweemaandelijks literair tijdschrift voor Nederland en Vlaanderen, N.R. 25
  - Reistijd, bedtijd, ijstijd, gedichten, Das Mag, Amsterdam, 2020
- 2021 - In lichtjaren heeft niemand haast. Pleidooi voor meer ruimte in ons leven, opstel, De Correspondent, 2021
- 2023 - Wat is ruimte waard, De Correspondent, 2023

## Bestseller 60
| Boeken met noteringen in de Nederlandse Bestseller 60 | Jaar van verschijnen | Datum van binnenkomst | Hoogste positie | Aantal weken | Opmerkingen |
| ----------------------------------------------------- | -------------------- | --------------------- | --------------- | ------------ | ----------- |
| In lichtjaren heeft niemand haast                     | 2021                 | 02-06-2021            | 9               | 2            |             |
| Wat is ruimte waard                                   | 2023                 | 29-03-2023            | 7               | 6            |             |

## Externe website
- Officiële website

- Bibliothèque nationale de France: cb17703723n (data)
- Catàleg d'autoritats de noms i títols de Catalunya: 981058611859006706
- Digitale Bibliotheek voor de Nederlandse Letteren: heem084
- Gemeinsame Normdatei: 141076488
- International Standard Name Identifier: 0000 0003 6903 9491
- Library of Congress Control Number: no2014143903
- Nederlandse Thesaurus van Auteursnamen: 299506045
- Réseau des bibliothèques de Suisse occidentale: 02-A027792145
- Système universitaire de documentation: 235936294
- Virtual International Authority File: 289243727
- WorldCat: E39PBJktv4fCgGJjqqHj4mK68C